# .la
.la este un domeniu de internet de nivel superior, pentru Laos (ccTLD).